# Мухаммад аш-Шейх аль-Мамун
Абу Абдаллах Мухаммад III аш-Шейх аль-Мамун (араб. بالمأمون أبو عبد الله مُحَمَّد الشَّيْخ; нар. 1566 — 21 серпня 1613) — султан Марокко з династії Саадитів в 1603—1608 і 1610—1613 роках. Відомий також як Мухаммад аш-Шейх II.

## Життєпис

### Спадкоємець
Син султана Ахмада I та наложниці Хайзуран. Народився 1566 року. 1678 року оголошений спадкоємцем і намісником Фесу, а сам султан перебрався до Марракешу. 1679 року підтверджено його статус на зборах знаті в Марракеші. 1581 року в Тенсіфі військовики та чиновники присягнули йому як майбутньому султану. 1584 року його присягнули брати, окрім Зідана.
1595 року на півночі повстав ан-Насір, син султана Абдаллаха аль-Галіба. Невдовзі він закріпився в Тазі, завдавши за цим поразки султановій армії. Але Мухаммад аль-Мамун переміг свого стриєчного брата, змусивши того відступити до Тазу, яку аль-Мамун захопив. Біля Леджабії на сході держави 1596 року остаточно переміг ан-Насіра, який загинув.
1602 року внаслідок скарг улемів на негідну поведінку Мухаммада, що мав численних коханців та зловживав алкоголем, султан збирався передати йому замість Фесу область Драа і Сіджильмасу, але у жовтні 1602 року наказав арештувати Мухаммада та запроторити у фортеці Мекнесу.

### Перше панування
Після смерті батька 1603 року трон в Фесі захопив брат Зідан, але в Марракеші султаном оголосив себе інший брат — Абу Фаріс Абдаллах. Невдовзі Ахмед ібн Мансур аль-Удж звільнив Мухаммада, привесши його до Абу Фаріса, але той знову запроторив брата за ґрати.
Невдовзі Мухаммада було звільнено й оголошено султаном. Але Абу Фаріс розраховував використати його ім'я для повалення Зідана в Фесі. В битві біля Мовати військо Абу Фаріса швидко перемогло Зідана, який втік з Фесу. Тут закріпився Мухаммад аль-Мамун, який перестав виконувати вказівки Абу Фаріса. 1604 року він наказав стратити знатних осіб та улемів, що скаржилися в свій час на нього батькові.
За цим став готуватися до війни з Абу Фарісом, зібравши 3-тисячне військо. Його 1605 року очолив син аль-Мамуна — Абдаллах, який 1606 року переміг Абу Фаріса, захопивши Марракеш. Втім 1607 року Абдаллах зазнав поразки від Зідана, після чого втратив усе військо.
Мухаммад III аль-Мамун вирішив створити нове військо. Але, не маючи грошей, почав страти багатих та знатних осіб, майно яких конфісковував. Наприкінці 1607 року цим коштом сформував нове військо. У грудні того ж року армія на чолі з сином султана Абдаллахом у битві при Ваді Тефельфельт завдала поразки армії Зідана. За цим біля Рас-аль-Айн (неподалік від Марракешу) Абдаллах завдав супротивникові нової поразки. Було захоплено Марракеш. Втім репресії Абдаллах проти місцевих мешканців збурили населення. 1608 року його знову було розбито.
Тоді султан особисто рушив до Марракешу, але неподалік від міста більшість війська перейшло на бік Зідана. Мухаммада III вимушений був сховатися в горах. В Фесі його сина Абдаллах оголосив себе султаном. Марракеш захопив Зідан.

### Боротьба за владу
Невдовзі зумів замиритися з братом Абу Фарісом. До них згодом долучився син аль-Мамуна — Абдаллах, що втік з Фесу. Вони отаборилися в Аль-Касрі-аль-Кабірі. Але мустафа-паша, намісник Зідана в Фесі, атакував їх. Проте усі встигли врятуватися: Мухаммад аль-Мамун втік на Піренейський півострів.
Аль-Мамун спробував отримати допомогу в короля Іспанії та Португалії Філіппа II, зрештою погодившись на передачу порту Ларашу в обмін на військо. У березні 1610 року висадився в містечку Бадіс в регіоні Ер-Риф. 20 листопада того ж року за підтримки місцевої знаті та іспанців відновився на троні, захопивши Фес.

### Друге панування
З самого початку стикнувся з невдоволенням духовенства, що вважало неприпустимим отримувати поміч від християн. Шеріф Ахмад ібн Ідріс аль-Хасан оголосив про джихад та початок повстання. Втім султанові за підтримки каді Абу Дубайра Хамму вдалося припинити його на початковій стадії.
1611 року повстали марабути на чолі з Абу'л-Аббасом ібн Абдаллахом (відомим як Абу Мухаллі), що захопив Сіджильмасу, якою до того володів Зідан. У результаті обидва вороги Мухаммада III почали між собою запеклу боротьбу.
1612 року марабути перемогли Зідана й захопили Марракеш. після цього Абу Мухаллі закликав вірних вбити Мухаммада III аль-Мамуна. Останній в цей час придушив повстання в провінції Фах. За цим рушив до тетуану, який привів до покірності. Але 1613 року в місці Фадж аль-Фарасі, неподалік від тетуану, султана було вбито. Трон успадкував його син Абдаллах II.